# 黃世澤 (光緒進士)
黃世澤（？—？），四川省順慶府營山縣人，清朝政治人物、同進士出身。
光緒二十一年（1895年），参加光緒乙未科殿試，登進士三甲129名。同年五月，著交吏部掣签分发各省，以知县即用。在家等候官任，后终未出仕。